# Roodknieplevier
De roodknieplevier (Erythrogonys cinctus) is een steltloperachtige vogel uit een monotypisch geslacht van vogels uit de familie kieviten en plevieren (Charadriidae). De vogel komt voornamelijk voor in Australië en in het uiterste zuiden op het hoofdeiland Nieuw-Guinea.

## Beschrijving

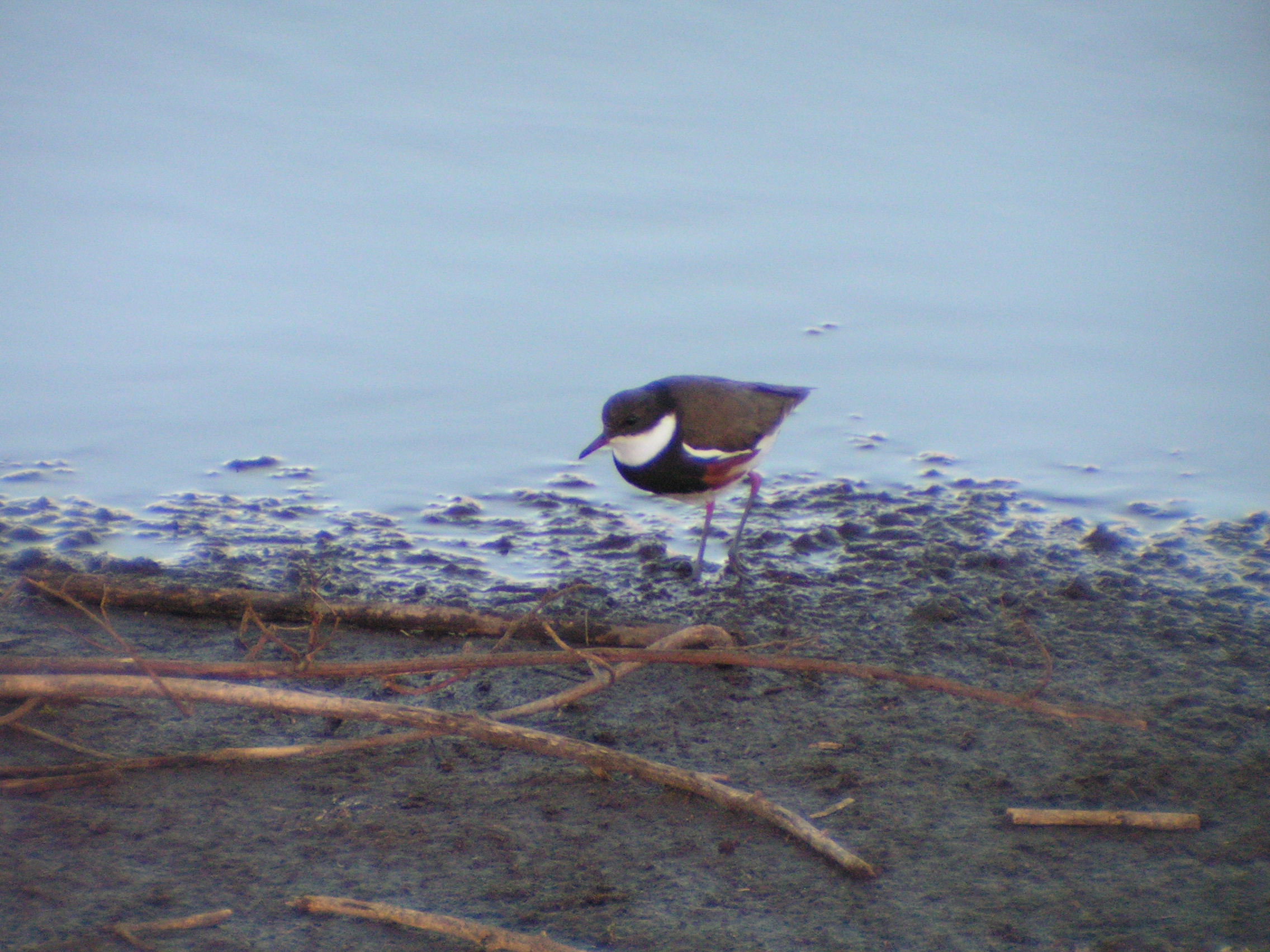
Foeragerende roodknieplevier

De roodknieplevier is 17,5 tot 19 cm, het formaat van een bontbekplevier. De vogel is op de kop, boven het oog zwart; dit zwart loopt door tot de nek en verder als een brede band over de borst. De keel is wit, sterk contrasterend met het zwart op de borst. Het zwart op de borst verandert in een rode vlek op de flank. De rug is donker grijsbruin. De snavel is roze met een zwarte punt, de poten zijn grijsblauw tot aan de "knie" (hielgewricht) en daarboven roze-rood, vandaar de naam.

## Verspreiding en leefgebied
De roodknieplevier komt verspreid in het binnenland en de kustgebieden van geheel Australië voor en in het zuiden van Nieuw-Guinea in het kustgebied tussen Papoea (Indonesië) en Papoea-Nieuw-Guinea. Het leefgebied bestaat uit ondiepe wateren in de buurt van zoet- of brakwatermoerassen, kleiputten, slibvelden bij waterzuiveringsinstallaties en overstroomde gebieden. In perioden van droogte trekken de vogels meer naar de kustgebieden en broeden daar dan ook.
De roodknieplevier heeft een groot verspreidingsgebied en daardoor alleen al is de kans op uitsterven uiterst gering. De grootte van de populatie is niet gekwantificeerd. Deze plevier is redelijk algemeen, in het zuiden van West-Australië zeldzaam en dwaalgast op Tasmanië. Er is geen aanleiding te veronderstellen dat de soort in aantal achteruit gaat. Om deze redenen staat deze plevier als niet bedreigd op de Rode Lijst van de IUCN.